# Liechtenstein op de Olympische Winterspelen 1988
Tijdens de Olympische Winterspelen van 1988, die in Calgary (Canada) werden gehouden, nam Liechtenstein voor de elfde keer deel.

## Medailleoverzicht
| Sport       | Olympiër      | Discipline | Medaille |
| ----------- | ------------- | ---------- | -------- |
| Alpineskiën | Paul Frommelt | slalom (m) | Brons    |

## Deelnemers en resultaten

### Alpineskiën
| Olympiër        | Discipline       | Resultaat | Prestatie                                                                             |
| --------------- | ---------------- | --------- | ------------------------------------------------------------------------------------- |
| Robert Büchel   | afdaling (m)     | 39e       | 2.08,66 (+9,03)                                                                       |
| Robert Büchel   | super g (m)      | dnf       | opgave                                                                                |
| Robert Büchel   | reuzenslalom (m) | dnf-2     | opgave run 2 1.08,55+dnf                                                              |
| Robert Büchel   | combinatie (m)   | 20e       | 136,7 (+100,15) afdaling: 77,93 p. (1.53,96) slalom: 58,77 p. (1.32,38: 46,96+45,42)  |
| Paul Frommelt   | slalom (m)       | Brons     | 1.39,84 (+0,37) 51,69+48,15                                                           |
| Paul Frommelt   | combinatie (m)   | 16e       | 122,12 (+85,57) afdaling: 109,5 p. (1.56,82) slalom: 12,62 p. (1.26,53: 43,33+43,20)  |
| Gregor Hoop     | afdaling (m)     | 38e       | 2.08,50 (+8,87)                                                                       |
| Gregor Hoop     | slalom (m)       | dnf-1     | opgave run 1                                                                          |
| Gregor Hoop     | combinatie (m)   | 14e       | 114,62 (+78,07) afdaling: 69,65 p. (1.53,21) slalom: 44,97 p. (1.30,63: 45,95+44,68)  |
| Günther Marxer  | super g (m)      | 17e       | 1.44,16 (+4,50)                                                                       |
| Günther Marxer  | reuzenslalom (m) | 25e       | 2.12,72 (+6,35) 1.08,00+1.04,72                                                       |
| Gerald Näscher  | slalom (m)       | dnf-1     | opgave run 1                                                                          |
| Andreas Wenzel  | super g (m)      | 12e       | 1.43,00 (+3,34)                                                                       |
| Andreas Wenzel  | reuzenslalom (m) | 6e        | 2.09,03 (+2,66) 1.05,65+1.03,38                                                       |
| Silvio Wille    | afdaling (m)     | 36e       | 2.07,77 (+8,14)                                                                       |
| Silvio Wille    | super g (m)      | 28e       | 1.46,08 (+6,42)                                                                       |
| Silvio Wille    | reuzenslalom (m) | 29e       | 2.15,08 (+8,71) 1.09,20+1.05,88                                                       |
| Silvio Wille    | slalom (m)       | dq-1      | diskwalificatie run 1                                                                 |
| Silvio Wille    | combinatie (m)   | dq-s1     | diskwalificatie slalom run 1 afdaling: 2.21,71                                        |
|                 |                  |           |                                                                                       |
| Jolanda Kindle  | afdaling (v)     | 26e       | 1.32,88 (+7,02)                                                                       |
| Jolanda Kindle  | reuzenslalom (v) | dnf-1     | opgave run 1                                                                          |
| Jolanda Kindle  | slalom (v)       | dq-2      | diskwalificatie run 2 52,56+dq                                                        |
| Jolanda Kindle  | combinatie (v)   | 16e       | 112,72 (+83,47) afdaling: 73,62 p. (1.21,23) slalom: 39,1 p. (1.25,42: 41,82+43,60)   |
| Jacqueline Vogt | afdaling (v)     | dnf       | opgave                                                                                |
| Jacqueline Vogt | super g (v)      | dnf       | opgave                                                                                |
| Jacqueline Vogt | reuzenslalom (v) | 21e       | 2.14,64 (+8,15) 1.03,95+1.10,69                                                       |
| Jacqueline Vogt | slalom (v)       | dnf-2     | opgave run 2 53,94+dnf                                                                |
| Jacqueline Vogt | combinatie (v)   | 18e       | 130,22 (+100,97) afdaling: 67,13 p. (1.20,81) slalom: 63,09 p. (1.28,31: 43,17+45,14) |

### Langlaufen
| Olympiër          | Discipline         | Resultaat | Prestatie            |
| ----------------- | ------------------ | --------- | -------------------- |
| Benjamin Eberle   | 15 km klassiek (m) | 50e       | 46.49,3 (+5.30,4)    |
| Benjamin Eberle   | 30 km klassiek (m) | 47e       | 1:34.53,8 (+10.27,5) |
| Patrick Hasler    | 15 km klassiek (m) | 51e       | 47.07,3 (+5.48,4)    |
| Patrick Hasler    | 30 km klassiek (m) | 74e       | 1:43.26,7 (+19.00,4) |
| Konstantin Ritter | 15 km klassiek (m) | dnf       | opgave               |
| Konstantin Ritter | 30 km klassiek (m) | 58e       | 1:37.47,6 (+13.21,3) |

### Rodelen
| Olympiër   | Discipline | Resultaat | Prestatie                   |
| ---------- | ---------- | --------- | --------------------------- |
| Peter Beck | mannen     | dnf-2     | opgave run 2 (47,319 / dnf) |

Amerikaanse Maagdeneilanden · Andorra · Argentinië · Australië · België · Bolivia · Bondsrepubliek Duitsland · Bulgarije · Canada · Chili · China · Chinees Taipei · Costa Rica · Cyprus · Denemarken · Duitse Democratische Republiek · Fiji · Filipijnen · Finland · Frankrijk · Griekenland · Groot-Brittannië · Guam · Guatemala · Hongarije · IJsland · India · Italië · Jamaica · Japan · Joegoslavië · Libanon · Liechtenstein · Luxemburg · Marokko · Mexico · Monaco · Mongolië · Nederland · Nederlandse Antillen · Nieuw-Zeeland · Noord-Korea · Noorwegen · Oostenrijk · Polen · Portugal · Puerto Rico · Roemenië · San Marino · Sovjet-Unie · Spanje · Tsjecho-Slowakije · Turkije · Verenigde Staten · Zuid-Korea · Zweden · Zwitserland